# Return to the Apocalyptic City
Return to the Apocalyptic City es un EP de la banda estadounidense de thrash metal Testament, lanzado en 1993.

## Lista de canciones
1. "Over the Wall" (en vivo) 5:28
2. "So Many Lies" (en vivo) 6:13
3. "Haunting" (en vivo) 4:28
4. "Disciples of the Watch" (en vivo) 4:38
5. "Reign of Terror"  4:48
6. "Return to Serenity" (editada) 4:30

## Créditos
Pistas 1-4:
- Chuck Billy: Vocales
- Glen Alvelais: Guitarras principales y rítmicas
- Eric Peterson: Guitarra rítmica
- Greg Christian: Bajo
- Paul Bostaph: Batería

Pistas 5-6:
- Chuck Billy: Vocales
- Alex Skolnick: Guitarras principales y rítmicas
- Eric Peterson: Guitarra rítmica
- Greg Christian: Bajo
- Louie Clemente: Batería

- Datos: Q943458